# Microphysogobio microstomus
Microphysogobio microstomus är en fiskart som beskrevs av Yue, 1995. Microphysogobio microstomus ingår i släktet Microphysogobio och familjen karpfiskar. Inga underarter finns listade i Catalogue of Life.